# Phyllachorales
Phyllachorales M.E. Barr – rząd workowców należący do klasy Sordariomycetes.

## Charakterystyka
Należące do tego rzędu gatunki występują powszechnie, szczególnie w strefie o klimacie tropikalnym. Są pasożytami roślin powodującymi powstawanie na powierzchni porażonych liści różnobarwnych plam (żółtych, czerwonych, brązowych). Joanna Marcinkowska w 2012 r. podała, że rząd liczy 2 rodziny, 63 rodzaje i 1226 gatunków. Liczby te ulegają jednak ciągłej zmianie w wyniku prac mykologów porządkujących taksonomię i ustalających pokrewieństwo gatunków.

## Systematyka
Pozycja w klasyfikacji według Index Fungorum: Phyllachorales, Sordariomycetidae, Sordariomycetes, Pezizomycotina, Ascomycota, Fungi.
Rząd ten jest zaliczany według kodeksu Index Fungorum do klasy Sordariomycetes. Należą do niego:
- rodzina Neopolystigmataceae Dianese & Guterres 2022
- rodzina Phaeochoraceae K.D. Hyde, P.F. Cannon & M.E. Barr 1997
- rodzina Phyllachoraceae Theiss. & P. Syd. 1915
- rodzina Telimenaceae Mardones, T. Trampe & M. Piepenbr. 2017
- rodziny Incertae sedis[2].